# Узбек, Виктор Сергеевич
Виктор Сергеевич Узбек (укр. Віктор Сергійович Узбек; род. 22 февраля 1990, Мариуполь, Донецкая область) — украинский футболист, защитник.

## Биография
В детско-юношеской футбольной лиге Украины выступал за севастопольский СДЮШОР-5 (2003—2007).
Начал профессиональную карьеру в стане клуба «Севастополь». Дебют в профессиональном футболе состоялся 23 июня 2007 года в матче Второй лиге Украины против харьковского «Арсенала» (3:0). В 2008 году выступал за «Севастополь-2» во Второй лиге Украины. После выхода «Севастополя» в Премьер-лигу Украины Узбек играл в первенстве дублёров в течение первой половины сезона 2010/11.
Зимой 2011 года перешёл в молдавскую «Искру-Сталь», которую тренировал севастопольский тренер Валерий Чалый. В составе команды стал обладателем Кубка Молдавии, участвовал в матче за Суперкубок Молдавии 2011 года и дебютировал в еврокубках, отыграв две игры в рамках квалификации Лиги Европы против хорватского «Вараджина».
В 2012 году Виктор Узбек вернулся в Севастополь, где играл за любительские команды: «Компасс» (2012) и «Танго» (2013—2014). После находился в стане СКЧФ (2015—2016) и «Кафы» (2016), которые выступали в Премьер-лиге КФС. Победитель Всекрымского турнира (2015). В дальнейшем вновь играл за любительские клубы: «Центавр» из Москвы (2017) и «Танго» из Севастополя (2019).
С 2012 по 2016 год являлся тренером севастопольского СДЮШОР, а в 2017 год тренировал академию московского клуба «Ювентус». В 2019 году получил тренерскую лицензию УЕФА категории «В».

## Достижения
- Обладатель Кубка Молдавии: 2010/11